# Hot Action Cop

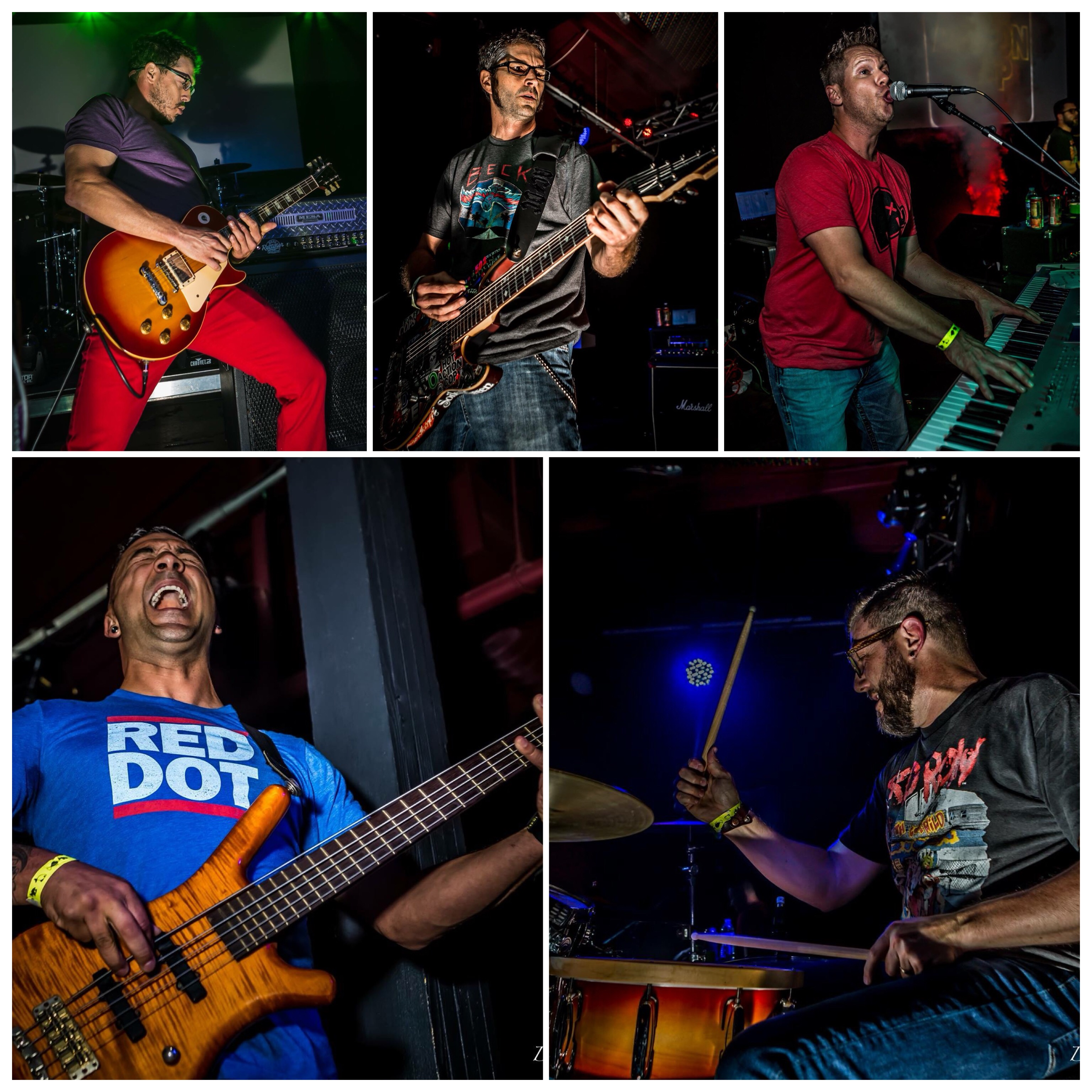
Miembros de Hot Action Cop, en 2017.

Hot Action Cop es una banda estadounidense de rock alternativo. El grupo lanzó su álbum debut bajo el sello discográfico Lava/Antlantic Records en marzo de 2003. Rob Werthner formó la banda en los años 1990 con el bajista Luis Espaillat, Baterista Kory Knipp y el guitarrista Tim Flaherty.
El nombre de la banda proviene del irreverente apodo que Werthner le dio al novio de su exnovia después de que Werhner y ella rompieran empezando los 90s, quien era un oficial de la NYPD, con un aunticuado corte de cabello.
Su canción "Fever for the Flava" ha salido en los soundtracks de algunas películas más notables en American Wedding y The Hot Chick además en algunas series como Smallville, Malcolm el de en medio y King of the Hill. También apareció en el juego de carreras Need for Speed: Hot Pursuit 2 cuya Intro era Going Down On It.
Nuevo batería posible

El baterista Kory Knipp dejó la banda poco después de la Hot Action Cop (2003) y la gira terminó poco antes de trabajar en el álbum siguiente comenzó. Quería pasar más tiempo con su familia, posiblemente volver a la escuela y continuar haciendo el trabajo de sesión para artistas en la escena de Nashville. Knipp exbaterista ha sido [¿cuándo?] En contacto con Rob Werthner ya vernos entre bastidores en un concierto de Red Hot Chili Peppers. Se rumorea que los dos discutieron tocar juntos de nuevo, y que Knipp jugará algunos conciertos con HAC en el verano de 2007. Gary Shaine Horrie fue el baterista de la banda de unos 9 meses en 2007-2008

## Integrantes
- Rob Werthner - Vocalista y guitarra
- Tim Flaherty - Guitarra
- Juan Chavolla - Bajo
- Johannes Greer - Batería

## Discografía
| Año  | Álbum          | Discográfica           | Sencillos #  |
| ---- | -------------- | ---------------------- | ------------ |
| 2002 | EP Nutbag      | Lava/Antlantic Records | 4 sencillos  |
| 2003 | Hot Action Cop | Lava/Antlantic Records | 12 sencillos |
| 2009 | 2009 EP        | Lava/Antlantic Records | 7 sencillos  |
| 2014 | Listen Up!     | Lava/Antlantic Records | 8 sencillos  |

### Singles
- Fever For The Flava (Demo)
- Goin' Down On It (Demo)
- Samuel L. Jackson

### Soundtracks y apariciones en películas
- Grind (Canciones "Goin' Down On It", "Fever For The Flava")
- S.W.A.T. (película) ("Samuel L. Jackson")
- American Wedding ("Fever for the Flava")
- Need for Speed: Hot Pursuit 2 (Goin' Down On It", "Fever For The Flava") En el juego ponen Goin' Down On It" en el intro
- The Hot Chick ("Fever for the Flava")